# The House of Silence
The House of Silence er en amerikansk stumfilm fra 1918 af Donald Crisp.

## Medvirkende
- Wallace Reid som Marcel Levington
- Ann Little som Toinette Rogers
- Adele Farrington som Mrs. Clifton
- Winter Hall som Dr. Henry Rogers
- Ernest Joy som Leroy